# Гюсюлю (Агджабединский район)
Гюсюлю (азерб. Hüsülü) — село в Гюсюлинском административно-территориальном округе Агджабединского района Азербайджана.

## Этимология
Название происходит от рода Гюсюлю кызылбашского племени устадж. Часть рода смешалась с шахсевенами, часть осталась прежней.

## История
Село основано в середине XIX века Гаджи Гасаном Гюсюлю. Население переехало сюда из местности Мешеди-Алекпер-суаты в 1 км от нынешнего села.
Село Гюсуллу в 1913 году согласно административно-территориальному делению Елизаветпольской губернии относилось к Гиндархскому сельскому обществу Шушинский уезда.
В 1926 году согласно административно-территориальному делению Азербайджанской ССР село относилось к дайре Агджабеды Агдамского уезда.
После реформы административного деления и упразднения уездов в 1929 году был образован Гюсюлинский сельсовет в Агджабединского районе Азербайджанской ССР.
Согласно административному делению 1961 и 1977 года село Гюсюлю входило в Гюсюлинский сельсовет Агджабединского района Азербайджанской ССР.
В 1999 году в Азербайджане была проведена административная реформа и внутри Гюсюлинского административно-территориального округа был учрежден Гюсюлинский муниципалитет Агджабединского района.

## География
Гюсюлю расположен в Карабахской степи, на берегу Верхне-Карабахского канала.
Село находится в 17 км от райцентра Агджабеди и в 295 км от Баку. Ближайшая железнодорожная станция — Агдам (действующая — Халадж).
Село находится на высоте 61 метр над уровнем моря.

## Население
| Численность населения | Численность населения | Численность населения | Численность населения | Численность населения |
| 1886                  | 1984                  | 1986                  | 1999                  | 2009                  |
| --------------------- | --------------------- | --------------------- | --------------------- | --------------------- |
| 265                   | ↗2600                 | ↗2681                 | ↗3733                 | ↗4341                 |

В 1886 году в селе проживало 265 человек, все — азербайджанцы, по вероисповеданию — мусульмане-шииты.
Население преимущественно занимается хлопководством, животноводством и выращиванием зерна.

## Климат
| Показатель                                             | Янв. | Фев. | Март | Апр. | Май  | Июнь | Июль | Авг. | Сен. | Окт. | Нояб. | Дек. | Год  |
| ------------------------------------------------------ | ---- | ---- | ---- | ---- | ---- | ---- | ---- | ---- | ---- | ---- | ----- | ---- | ---- |
| Средний суточный максимум, °C                          | 6,4  | 7,5  | 11,3 | 19,0 | 23,9 | 28,5 | 31,9 | 31,2 | 26,6 | 20,8 | 13,9  | 8,7  | 19,2 |
| Средняя температура, °C                                | 2,6  | 3,7  | 7,0  | 13,7 | 18,5 | 23,0 | 26,2 | 25,3 | 21,4 | 16,0 | 9,9   | 4,9  | 14,4 |
| Средний суточный минимум, °C                           | −1,2 | −0,1 | 2,8  | 8,4  | 13,1 | 17,6 | 20,5 | 19,4 | 16,2 | 11,3 | 5,9   | 1,1  | 9,6  |
| Норма осадков, мм                                      | 21   | 26   | 31   | 43   | 53   | 41   | 17   | 19   | 23   | 44   | 28    | 31   | 377  |
| Источник: http://en.climate-data.org/location/992259/6 |      |      |      |      |      |      |      |      |      |      |       |      |      |

Среднегодовая температура воздуха в селе составляет +14,4 °C. В селе полупустынный климат.

## Инфраструктура
В советское время близ села располагались молочно-товарная ферма и птицефабрика, а в самом селе находились средняя и восьмилетняя школы, дом культуры, библиотека, детский сад, больница.
В селе расположены картонная фабрика, почтовое отделение, средняя школа, детский сад, дом культуры, две библиотеки, врачебный пункт.